# ナチスが最も恐れた男
『ナチスが最も恐れた男』（ナチスがもっともおそれたおとこ、Max Manus）は、2008年制作のノルウェーの映画。日本では劇場未公開。
第二次世界大戦中、ナチス占領下のノルウェーで反独レジスタンス運動のリーダーとして活躍したマックス・マヌスを描いた。
ノルウェーのアカデミー賞にあたるアマンダ賞で11部門にノミネートされ、7部門を受賞、また、第82回アカデミー賞に外国語映画賞ノルウェー代表作品としてノミネートされた。

## あらすじ
1940年、フィンランドでソ連との戦いに参加していた青年マックス・マヌスは反ナチスの思いから、ナチス占領下のノルウェーに帰国する。
レジスタンス運動に加わったマックスは捕まってしまうがすぐに脱走し、スコットランドに逃げる。そこで破壊工作員としての訓練を受けたマックスは再びノルウェーに舞い戻り、反ナチスレジスタンスの中心人物となっていく。

## キャスト
- マックス・マヌス：アクセル・ヘニー
- グレガス・グラム：ニコライ・クレーベ・ブロック
- コルベイン：クリスティアン・ルーベク
- グンナー：クヌート・ヨーネル
- エドヴァルド・タラクセン（タラク）：マッツ・エルドーン
- イーダ・ニコリーナ・リー・リンデバッグ・ベルナルデス（ティケン）：アグネス・キッテルセン
- ジークフリート・フェーメル：ケン・デュケン
- ソルヴァイ：ヴィクトリア・ヴィンゲ
- イェン・ハウグ：キレ・ハウゲン・シドネス
- ロイ・ニルセン：ポール・スヴェーレ・ハーゲン
- ラーシュ・エミール・エリクセン：ヤーコブ・オフテブロ（英語版）
- Oberscharführer Karl Höhler：オリヴァー・ストコウスキ
- Kaptein Martin Linge：ペッター・ネス
- Politikaptein Eilertsen：スティーグ・ヘンリク・ホフ